# 焰燒

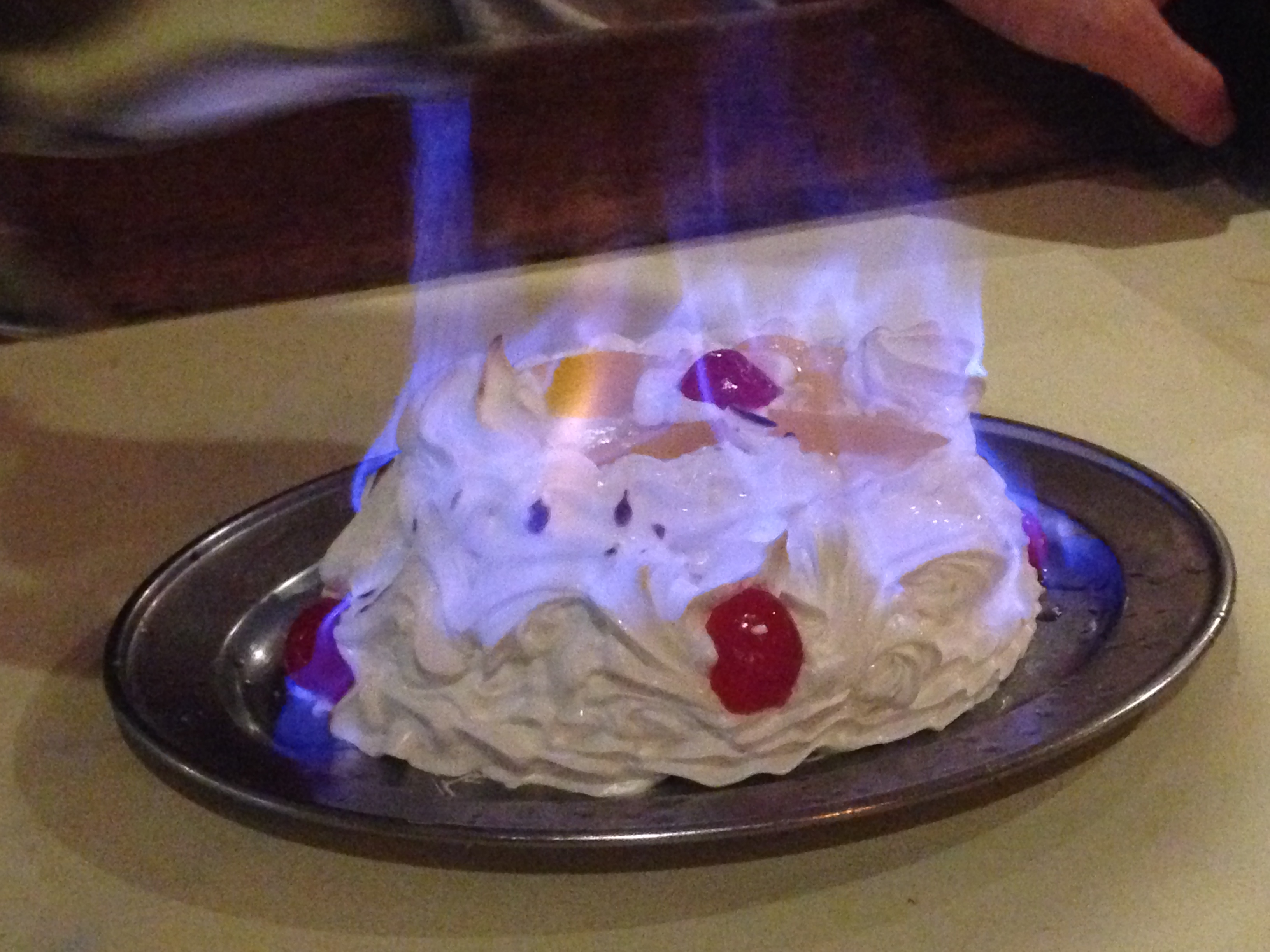
在新加坡一家餐厅內被酒精点燃的熱烤阿拉斯加

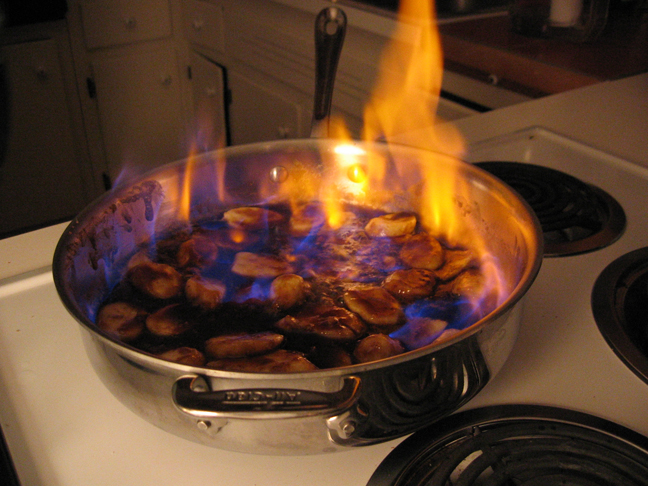
焰燒

焰燒（Flambé）是一种烹饪方法，廚師将酒精倒入热锅中後點燃产生了火焰，同時鍋中的菜餚也被火焰點燃。干邑白蘭地、兰姆酒或其他酒精含量约为40%的酒被认为是理想的焰燒用酒。 葡萄酒和啤酒的酒精度太低，因而不会燃烧，所以不是焰燒用酒。 